# Treuhandkonto
Das Treuhandkonto (oder Fremdgeldkonto; englisch escrow account) ist im Bankwesen ein Bankkonto, bei dem ein Treuhänder fremdes Vermögen für einen Treugeber aus einem Treuhandverhältnis verwaltet.

## Allgemeines
Gegensatz ist das Eigenkonto, bei dem das Bankguthaben dem Kontoinhaber gehört. Beim Treuhandkonto gehört das Guthaben nicht dem Kontoinhaber, sondern Eigentümer ist ein  Dritter. Kontoinhaber wird, wer bei der Kontoeröffnung der Bank gegenüber – je nach Saldo – als Gläubiger oder Schuldner auftritt oder bezeichnet wird.
Treuhandkonten sind der Oberbegriff für verschiedene Kontoarten im Bankwesen, bei denen fremdes Vermögen, das nicht dem Kontoinhaber gehört, verwaltet wird. Der Kontoinhaber eröffnet das Treuhandkonto zwar unter seinem Namen, handelt aber für fremde Rechnung.
Die bekannteste Unterart des Treuhandkontos ist das Anderkonto, das nur für bestimmte Berufsgruppen vorgesehen ist. Alle übrigen Treuhandverhältnisse müssen über ein sonstiges Treuhandkonto abgewickelt werden.

## Rechtsfragen
Allgemeines
Die Rechtsprechung verwendet den Begriff des Treuhandkontos zur Bezeichnung der Fälle der fiduziarischen Treuhand, in denen der Treuhänder Vollrechtsinhaber und Kontoinhaber ist. Lassen die Umstände erkennen, dass der das Konto Eröffnende fremdes Vermögen treuhänderisch verwalten will, liegt ein Treuhandkonto vor. Die Rechtsprechung geht davon aus, dass der Treuhänder fiduziarischer Vollrechtsinhaber ist. Der Treuhänder ist Dritten gegenüber grundsätzlich als Inhaber des Vollrechts anzusehen. Im Außenverhältnis zum Kreditinstitut ist allein der Treuhänder Vertragspartner und Vollrechtsinhaber, wodurch der Treugeber völlig verdrängt wird. Nur der Treuhänder ist als Kontoinhaber über das Treuhandkonto verfügungsberechtigt und auskunftsberechtigt. Dem Treugeber steht das Bankguthaben im Innenverhältnis zum Treuhänder wirtschaftlich zu (§ 39 Abs. 1 AO), er ist auch Steuerschuldner für die Habenzinsen.
Treuhandverhältnis
Einem Treuhandkonto liegt ein Treuhandverhältnis zugrunde. Der Kontoinhaber des Treuhandkontos ist der Treuhänder, der Treugeber ist der aus dem Treuhandkonto begünstigte Eigentümer des auf dem Treuhandkonto verbuchten Treuhandvermögens. Je nach Vertragsgestaltung des Treuhandverhältnisses unterscheidet man:
- Bei einem echten Treuhandverhältnis wird das Treuhandvermögen vom Treugeber dem Treuhänder zu Eigentum übertragen. Wirtschaftlich betrachtet gehört das Treuhandvermögen jedoch zum Vermögen des Treugebers, der es weiter bilanzieren darf. Der Treuhänder handelt in diesem Fall im eigenen Namen, aber (teilweise) im fremden Interesse des Treugebers. Der Treuhänder handelt im eigenen Namen und für eigene Rechnung. Das Innenverhältnis zwischen dem Treuhänder und dem Treugeber verpflichtet den Treuhänder schuldrechtlich, die Interessen des Treugebers wahrzunehmen und nur solche Kontoverfügungen vorzunehmen, die sich aus dem Treuhandvertrag ergeben.[11]
- Bei einem unechten Treuhandverhältnis bleibt der Treugeber Eigentümer des Treuhandvermögens. Der Treuhänder ist jedoch ermächtigt, entweder im eigenen Namen über das Treuhandvermögen zu verfügen oder als Stellvertreter des Treugebers zu handeln. Der Treuhänder handelt im fremden Namen für fremde Rechnung.

Den kontoführenden Kreditinstituten wird lediglich das echte Treuhandverhältnis offengelegt, so dass ein unechtes Treuhandverhältnis nur durch die Eröffnung eines Treuhandkontos erkennbar ist.
Kontenwahrheit
Der Treuhänder eröffnet das Treuhandkonto auf seinen Namen mit dem Zusatz „Treuhandkonto“. Damit ist die formale Kontenwahrheit des § 154 Abs. 1 AO bereits erfüllt. Treuhänder sind außerdem verpflichtet, den Namen und die Anschrift des wirtschaftlich berechtigten Treugebers mitzuteilen (materielle Kontenwahrheit des § 8 Abs. 1 GwG). Der Treugeber ist wirtschaftlich Berechtigter im Sinne des § 3 Abs. 1 Nr. 2 GwG.
Pfandrechte
Ist der kontoführenden Bank bekannt, dass die auf dem Bankkonto eingehenden Beträge dem Kontoinhaber nur als Treuhänder zustehen und ist ihr auch ersichtlich gemacht worden, dass dieser den Willen hat, die Beträge auf dem Konto nur treuhänderisch für den Treugeber anzulegen, so erwirbt die Bank, die ein solches Konto antragsgemäß eröffnet, weder ein Pfandrecht am Guthaben noch ein Aufrechnungs- oder Zurückbehaltungsrecht gegenüber der Guthabenforderung für Ansprüche gegen den Kontoinhaber. Eine Pfändung durch Dritte kann der Treuhänder durch Drittwiderspruchsklage abwehren. Bei Treuhandkonten fehlt es an der für Pfandrechte notwendigen Konnexität.

## Arten
Aus obigen Arten der Treuhandverhältnisse leiten sich auch die Arten der Treuhandkonten ab.
- Anderkonten sind nur für bestimmte Berufsgruppen (Buchprüfer, Notare, Patentanwälte, Rechtsanwälte, Steuerberater, Wirtschaftsprüfer) vorgesehen. Die Gelder von Mündeln oder Betreuten dürfen ebenfalls auf Anderkonten durch den anwaltlichen Vormund oder Betreuer verwaltet werden.[15]
- Sonstige Treuhandkonten werden insbesondere geführt für
  - gesetzliche Treuhandverhältnisse: Testamentsvollstrecker (abzuleiten aus § 2216 Abs. 1 BGB), Insolvenzverwalter[16], Nachlassverwalter und Zwangsverwalter (§ 13 Abs. 2 Zwangsverwalterverordnung [ZwVwV]) oder
  - private Treuhandverhältnisse: Wohnungseigentumsverwaltungen, Wohnraumvermieter (Kautionskonto; § 551 Abs. 3 BGB), Baubetreuer/Bauträger/Immobilienmakler (§ 6 MaBV) oder Kreditvermittler.

Allen Arten liegen offene Treuhandverhältnisse zugrunde, die auf offenen Treuhandkonten verbucht werden. Bei verdeckten Treuhandkonten ist für das kontoführende Kreditinstitut nicht ersichtlich, dass der Kontoinhaber für Dritte handelt.
In § 6 MaBV ist der Grundsatz festgelegt, der für alle Treuhandkonten gilt: Fremde Gelder sind vom Vermögen des Treuhänders getrennt zu verwalten, dem Kreditinstitut ist offenzulegen, dass die Gelder für fremde Rechnung angelegt werden und hierbei ist der Name, Vorname und die Anschrift des Auftraggebers anzugeben. Die Erträge stehen dem Treugeber zu.
Bei offenen Treuhandkonten werden die Treuhandverhältnisse dem Kreditinstitut offengelegt, bei verdeckten Treuhandkonten dagegen nicht. Mietkautionen müssen auf offenen Treuhandkonten verbucht werden.

## Wirtschaftliche Aspekte
Treuhandkonten kommen im Wirtschaftsleben eine große Bedeutung zu. Auf ihnen sind Vermögen in Form von Buchgeld oder Wertpapieren, vor allem Effekten (Wertpapierdepot), verbucht, die einer bestimmten Zweckbindung unterliegen. Diese kann insbesondere in einer Hinterlegung, Sicherheitsleistung oder Vermögensverwaltung bestehen. Die verschiedenen Vermögenssphären zwischen Vermögensinhaber und Treuhänder müssen stets getrennt bleiben und für Dritte ersichtlich sein. Geschieht dies nicht, kann für die Eröffnung insbesondere verdeckter Treuhandkonten Vermögensverschleierung eine Rolle spielen.